# Матча (село)
Матча — село в Кадомском районе Рязанской области. Входит в Восходское сельское поселение.

## География
Находится в восточной части Рязанской области на расстоянии приблизительно 8 км на северо-запад по прямой от районного центра поселка Кадом.

## История
Известно с 1723 года как деревня, в 1767 году учтено было уже как погост. В 1862 году здесь (тогда село Темниковского уезда Тамбовской губернии) было учтено 33 двора. В селе действовала Преображенская церковь 1883 года постройки.

## Население
| 1984 | 2010 | 2023 |
| ---- | ---- | ---- |
| 80   | ↘23  | ↘18  |

Численность населения: 246 человек (1862 год), 32 в 2002 году (русские 100 %), 23 в 2010.